# Baggio Wallenburg
Baggio Wallenburg (Houten, 30 maart 1999) is een Nederlandse voormalig betaald voetballer die doorgaans als verdediger speelt.

## Carrière
Wallenburg begon met voetballen bij SV Houten. Hij werd op zijn achtste opgenomen in de jeugdopleiding van PSV, waar hij vanaf de F-jeugd alle jeugdelftallen doorliep. Wallenburg debuteerde op 23 maart 2018 in het betaald voetbal. Hij won die dag met Jong PSV een wedstrijd in de Eerste divisie uit bij Jong FC Utrecht (1–4). Hij kwam in de 80e minuut in het veld als vervanger van Kenneth Paal.
Wallenburg speelde in drie seizoenen 44 wedstrijden voor Jong PSV. Na afloop van dat seizoen 2019/20 werd zijn contract niet verlengd. Hij probeerde het daarna nog een jaar in de jeugd van Feyenoord en keerde in juli 2021 terug naar het amateurvoetbal.

## Clubstatistieken
| Seizoen     | Club        | Competitie     | Competitie | Competitie | Beker | Beker | Internationaal | Internationaal | Totaal | Totaal |
| Seizoen     | Club        | Competitie     | Wed.       | Dlp.       | Wed.  | Dlp.  | Wed.           | Dlp.           | Wed.   | Dlp.   |
| ----------- | ----------- | -------------- | ---------- | ---------- | ----- | ----- | -------------- | -------------- | ------ | ------ |
| 2017/18     | Jong PSV    | Eerste divisie | 1          | 0          | 0     | 0     | —              | —              | 1      | 0      |
| 2018/19     | Jong PSV    | Eerste divisie | 27         | 0          | 0     | 0     | —              | —              | 27     | 0      |
| 2019/20     | Jong PSV    | Eerste divisie | 16         | 0          | 0     | 0     | —              | —              | 16     | 0      |
| Club totaal | Club totaal | Club totaal    | 44         | 0          | 0     | 0     | 0              | 0              | 44     | 0      |

## Interlandcarrière
Wallenburg speelde in 2015 vijf wedstrijden in Nederland –16.